# Tamasza
Tamasza (marathi: तमाशा) – popularna w indyjskim stanie Maharasztra forma teatru (z tańcami i śpiewem) odrywana przez wędrowne i ludowe trupy. Można ją zobaczyć w marathi filmach np. Natarang (z głównym bohaterem grającym Nachya – mężczyznę, który grając rolę kobiety zapewnia komizm w spektaklu).
Słowo tamasza pochodzi z perskiego (spektakl, zabawa, gra) i używane jest w urdu, hindi i marathi. W stanie Andhra Pradesh samo słowo  w telugu oznacza zabawę.